# الخطل النحوي
يعرف الخطل النحوي على أنه الاستخدام المرتبك والمنقوص للتكوينات النحوية الموجودة في أشكال معينة من اضطرابات الكلام. فالخطل النحوي هو عدم القدرة على تكوين جمل صحيحة نحويًا. ويعد من السمات المميزة لـحبسة الشخص الفصيح والنوع الأكثر شيوعًا منها هو الحُبسة الاستقبالية. وفي بعض الأحيان يطلق على الخطل النحوي اسم «خطل التسمية الممتد» على الرغم من أنه يختلف عن خطل التسمية. ويتشابه الخطل النحوي تقريبًا مع مفهوم «خلط الكلام» الذي يهتم بالتماسك الدلالي للكلام بدلاً من مجرد نطقه.

## نبذة تاريخية
منذ أن أطلق كلايست (Kleist) هذا المصطلح في 1916م  يدل الخطل النحوي على اضطراب وضع
التعبير عن النفس والذي يتميز بترتيب الكلمات على نحو مرتبك وخاطئ من ناحية البنية
التركيبة والتشكيل النحوي (Schlenck 1991:199f)
يعتقد معظم الباحثين أن البنية التركيبية الخاطئة (خلط الجمل
والملوثات والانقطاعات) تنتج عن الإخلال بالترتيب النحوي للكلام المنطوق
(دي بليزير/باير 1993:160f)
بالنسبة للحبسة لدى الأشخاص غير فصيحي اللسان، غالبًا ما يكون التعبير الشفوي غير ملتزم بالقواعد النحوية، كأن يكون على سبيل المثال غير مكتمل أو غير صحيح نحويًا. وعلى النقيض من ذلك، نجد الأشخاص فصيحي اللسان ممن لديهم حُبسة يعبرون بشكل نحوي صحيح حتي وإن كان هناك إخلال في المحتوى. وعلى الرغم من هذا الانطباع المتناسق، تحدث أخطاء في تركيبة الجملة والتشكيل النحوي لدى فصيحي اللسان ممن يعانون من الحبسة، على الرغم من أنها تأخذ شكل بدائل وليس حالات إغفال.

## مسببات المرض
يفترض هوبر (Huber) أن الخلل الذي يحدث في الترتيب التتابعي للجمل يكون سببًا لوقوع الأخطاء النحوية.(1981:3). كما يعتقد معظم الطلاب والممارسين أن الخطل النحوي هو «عرض مرافق» لحبسة ورنيك الاستقبالية.
ومع ذلك، ومنذ ظهور مصطلح الخطل النحوي أشار بعض الدارسين
إلى أن تلك الظاهرة شبه النحوية والشاذة نحويًا، والتي تشكل وفقًا للنظرية التقليدية
جزءًا من الحبسة التعبيرية، قد تحدث لدى نفس المريض

## كتابات أخرى
- Bates E, Friederici A, Wulfeck B (ديسمبر 1987). "Grammatical morphology in aphasia: evidence from three languages". Cortex. ج. 23 ع. 4: 545–74. PMID:3327655.{{استشهاد بدورية محكمة}}:  صيانة الاستشهاد: أسماء متعددة: قائمة المؤلفين (link)
- Bastiaanse، R.؛ Edwards، S.؛ Kiss، K. (1996). "Fluent aphasia in three languages: Aspects of spontaneous speech". Aphasiology. ج. 10 ع. 6: 561–575. DOI:10.1080/02687039608248437. ISSN:0268-7038.
- Bleser، R. De (1987). "From agrammatism to paragrammatism: German aphasiological traditions and grammatical disturbances". Cognitive Neuropsychology. ج. 4 ع. 2: 187–256. DOI:10.1080/02643298708252039. ISSN:0264-3294.
- Butterworth، Brian؛ Panzeri، Marta؛ Semenza، Carlo؛ Ferreri، Tiziana (1990). "Paragrammatisms: A longitudinal study of an Italian patient". Language and Cognitive Processes. ج. 5 ع. 2: 115–140. DOI:10.1080/01690969008402101. ISSN:0169-0965.</ref>
- Eling، Paul؛ de Bot، Kees؛ Keyser، Antoine؛ van der Sande، Catrientje (1987). "Paragrammatic speech without a comprehension deficit? A case report". Brain and Language. ج. 31 ع. 1: 36–42. DOI:10.1016/0093-934X(87)90059-9. ISSN:0093-934X. PMID:2437996.